# Aulnois
Aulnois település Franciaországban, Vosges megyében. Lakosainak száma 165 fő (2022. január 1.). Aulnois Ollainville, Landaville, Beaufremont és Hagnéville-et-Roncourt községekkel határos.

## Népesség
A település népességének változása:
| Lakosok száma | 154  | 155  | 164  | 161  | 164  | 166  | 168  | 172  | 165  |
|               | 2013 | 2015 | 2016 | 2017 | 2018 | 2019 | 2020 | 2021 | 2022 |